# Achard de Montmerle
Achard de Montmerle (łac. Aicardus de Montmerla, Acardus de Montemerulo, Achardus de Monte Merloi, zm. czerwiec 1098, Antiochia) – rycerz (senior) burgundzkiego zamku Montmerle. Jeden z pomniejszych dowódców pierwszej wyprawy krzyżowej. W 1095 zapisał w dokumencie dla Cluny swoje posiadłości opactwu w wypadku, gdyby zginął podczas wyprawy lub też osiedlił się na Wschodzie. W drodze do Ziemi Świętej towarzyszył Boemundowi i Robertowi z Flandrii, podróżując przez Włochy i południowe Bałkany. Zginął podczas oblężenia Antiochii.
Wspomniany w kronice Gesta Francorum.